# (73213) 2002 JN22
(73213) 2002 JN22 – planetoida z pasa głównego asteroid okrążająca Słońce w ciągu 3,55 lat w średniej odległości 2,33 j.a. Odkryta 8 maja 2002 roku.